# Целитель (фильм)
«Целитель» (макед. Исцелител) — кинофильм режиссёра Джёрче Ставреского, вышедший на экраны в 2017 году. Лента выдвигалась от Македонии на премию «Оскар» за лучший иностранный фильм, но не была номинирована.

## Сюжет
Веле — молодой работник железнодорожного депо, чей отец болеет раком и страдает от ужасных болей. Однако Веле ничем не может ему помочь, потому что из-за отсутствия денег не может купить ни лекарство, ни даже обезболивающее. Однажды он узнаёт, что преступники спрятали в одном из составов пакет наркотиков. Найдя пакет раньше полиции, он поначалу пытается продать наркотики, но терпит неудачу. В отчаянии он готовит кекс с марихуаной и уговаривает отца съесть кусок, сказав, что выпечку дал некий целитель. Вскоре отцу становится значительно лучше. Болезнь явно отступает, а отец с каждым днём всё сильнее интересуется, кто же приготовил кекс и по какому рецепту. Ведь вокруг столько людей, страдающих различными недугами. Тем временем, преступники в поисках наркотиков выходят на след Веле...

## В ролях
- Благой Веселинов — Веле
- Анастас Тановский — Саздо, отец Веле
- Аксел Мехмет — Джем
- Александр Микич — толстяк
- Мирослав Петкович — Коки
- Диме Илиев — Тоде
- Лиляна Велянова — Рада
- Лазе Манасковский — Чёрный

## Награды и номинации
- 2017 — приз зрительских симпатий на кинофестивале в Салониках.
- 2017 — участие в конкурсной программе кинофестивалей в Таллинне и Пекине.
- 2018 — приз за лучший международный фильм на кинофестивале в Санта-Барбаре.
- 2018 — специальное упоминание на Софийском кинофестивале.
- 2018 — приз за лучший дебют на кинофестивале в Тиране.
- 2018 — участие в конкурсной программе кинофестивалей в Тромсё, Тронхейме, Любляне, Кливленде, Сан-Паулу, Кембридже, Миннеаполисе, Пуне, Варне, Калгари, кинофестиваля «Фаджр».
- 2019 — участие в конкурсной программе кинофестивалей в Палм-Спрингс.